# Episodi di Al di qua del paradiso (quarta stagione)
La quarta stagione della serie televisiva Al di qua del paradiso è stata trasmessa in anteprima in Germania dalla ZDF tra il 29 aprile 1993 e il 29 luglio 1993.
| nº | Titolo originale      | Titolo italiano | Prima TV Germania | Prima TV Italia |
| -- | --------------------- | --------------- | ----------------- | --------------- |
| 1  | Der arme Hund         |                 | 29 aprile 1993    |                 |
| 2  | Die nackte Existenz   |                 | 6 maggio 1993     |                 |
| 3  | Der unheimliche Gast  |                 | 13 maggio 1993    |                 |
| 4  | Das große Rätsel      |                 | 27 maggio 1993    |                 |
| 5  | Der fremde Deutsche   |                 | 17 giugno 1993    |                 |
| 6  | Die rote Nase         |                 | 3 giugno 1993     |                 |
| 7  | Die geheime Mission   |                 | 24 giugno 1993    |                 |
| 8  | Der grausige Verdacht |                 | 1º luglio 1993    |                 |
| 9  | Die intelligente Frau |                 | 8 luglio 1993     |                 |
| 10 | Die drei Zentimeter   |                 | 15 luglio 1993    |                 |
| 11 | Die wahre Lüge        |                 | 22 luglio 1993    |                 |
| 12 | Der wilde Honig       |                 | 29 luglio 1993    |                 |